# Земля Таштыпская
«Земля Таштыпская» — местная газета Таштыпского района Республики Хакасия, основанная в 1936 году. Учредители: администрация и Совет депутатов муниципального образования Таштыпский район. Периодичность выхода «Земли таштыпской» —  раз в неделю, в пятницу (1300 экземпляров), на 20 полосах. Есть электронная версия (сайт) газеты.
Газета регулярно побеждает в конкурсах региональной печати Хакасии.

## История переименований
- 1936—1956 — Таштыпский колхозник
- 1957—1960 — Ленинский путь
- 1960—2003 — Под знаменем Ленина
- с 1 сентября 2003 — Земля Таштыпская

## Редакторы
- 1936-1941 — Анна Ивановна Борисова.
- С 1941 по 1960 годы ответственными секретарями (заведующими издательствами) были: И. Луценко, А. Г. Пустовалов, В. Д. Сергеев, Н. А. Гоголь, Н. Ф. Яковлева, Б. И. Новоселов, Г. А. Канзычаков.
- С 1964 до 1978 годы редактором был А. Е. Кулемеев, с 1978 до 1989 годы — В. М. Аткнин, с 1989 до 1991 годы — В. А. Пермяков,
- С 1991 до апреля 2007 года — Л. А. Казакова, с апреля 2007 года — В. А. Михалкин. Затем её возглавил А. А. Кулемеев. С 2010 по 2013 год — Е. Д. Сафьянов, с декабря 2013 года - Г. С. Кунучаков.
- С 16 октября 2015 до июня 2023 года — Виктор Александрович Пермяков[3].
- С июля 2023 года по настоящее время - Наталья Владимировна Ковалёва.

## История газеты
Газета начала выходить в 1936 году под названием «Таштыпский колхозник»,
В архиве редакции сохранилась фотография первого редактора — Анны Ивановны Борисовой. Никаких сведений о ней больше не имеется. В 1941 году в штате сменилось четыре редактора. С 1941 по 1960 годы ответственными секретарями (заведующими издательствами) были: И. Луценко, А. Г. Пустовалов, В. Д. Сергеев, Н. А. Гоголь, Н. Ф. Яковлева, Б. И. Новоселов, Г. А. Канзычаков. С 1964 до 1978 годы редактором был А. Е. Кулемеев, с 1978 до 1989 годы — В. М. Аткнин, с 1989 до 1991 годы — В. А. Пермяков, с 1991 до апреля 2007 года — Л. А. Казакова, член Союза журналистов России, с апреля 2007 года — В. А. Михалкин, член Союза журналистов России. Затем её возглавил А. А. Кулемеев. С 2010 по 2013 год — Е. Д. Сафьянов, с декабря 2013 года и по сей день Г. С. Кунучаков.
В 1936 году газета «Таштыпский колхозник» выходила 6 раз в месяц на 4 полосах (2 листа). План разового тиража был 1500 экземпляров, на 1 июля 1936 года средний фактический тираж составил 850 номеров. В 1942 году в редакции районной газеты работали: редактор, ответственный секретарь, литературный работник, машинистка, счетовод и курьер-уборщица.
Послевоенный, 1946 год. Периодичность выпуска «Таштыпского колхозника» — один раз в неделю. Штат редакции сокращен до минимума — до редактора и ответственного секретаря. В Таштыпской типографии трудились: бухгалтер, сторож, конюх, уборщица, печатник и две наборщицы. Материалы газеты набирались вручную, средство транспорта — лошади.
В 1948 году в штате редакции появляются радиоорганизатор, с 1 декабря — литературный работник и диктор по совместительству, в этой должности — Анатолий Лазаревич Бобров.
В 1959 году в редакции газеты «Ленинский путь» есть отдел писем с заведующим, в 1960 году — уже сельскохозяйственный и промышленный отделы. В штатном расписании имелись должности: заведующих отделами, литературного работника, корректора, фотокорреспондента, ответственного секретаря, редактора. Четырёхполосная газета выходила три раза в неделю, работники Таштыпской типографии набирали материалы также вручную.
В 1962 году районная газета по причине укрупнения Аскизского и Таштыпского районов перестала выходить, в 1964 году возродилась под новым названием — «Под знаменем Ленина». Эти сведения несколько противоречат архивным данным, но они из воспоминаний Юрия Ивановича Колесникова, ветерана труда, члена Союза журналистов России, ныне покойного.
Тираж «Таштыпского колхозника» в 1940—1950-е годы составлял 900 экземпляров, в 1959 году «Ленинский путь» — 1500, а самой высокой цифры «Под знаменем Ленина» достиг в 1988—1989 годы — 6 тысяч!
В 1990-е годы тираж газеты «Под знаменем Ленина» уменьшился вдвое.
С 1 сентября 2003 года районная газета сменила имидж, стала печататься в г. Абакане. На смену линотипной технике пришли компьютерная верстка и офсетная печать.